# Jangcsüan
Jangcsüan (egyszerűsített kínai írással: 阳泉市, pinjin: Yángquán) prefektúra szintű város Kínában, Sanhszi tartományban. Lakosainak száma 1 318 505 fő (2020).

## Népesség
| 2010 | 1 368 502 |
| 2020 | 1 318 505 |